# 캐러벨

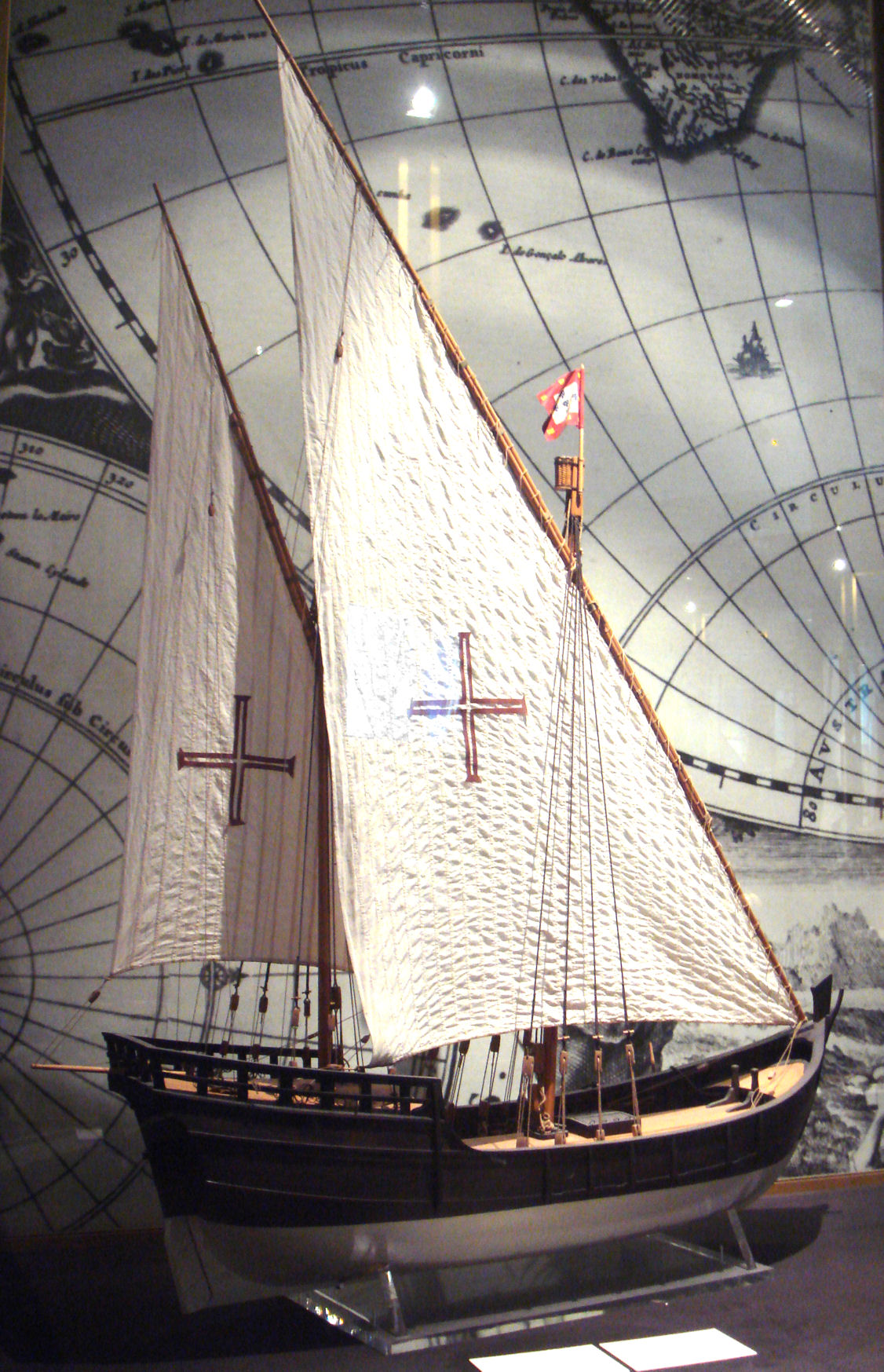

캐러벨(포르투갈어: Caravela 카라벨라[*], 영어: caravel[kǽrəvèl])은 15세기 포르투갈에서 서아프리카 해안을 탐험하기 위해 개발한 고기동성 소형 범선이다. 삼각돛(라틴 범장)을 달아 속력이 빨랐을 뿐 아니라 역풍을 거슬러 항해할 수 있었다. 15세기 말-16세기 초, 즉 대항해시대 초창기의 포르투갈과 카스티야에서 대양항해에 사용된 주력 선급이었다.

## 역사
범선 시대가 개막하기 전까지 지중해 무역에서 주로 사용된 범요선들은 강풍, 해류, 폭풍을 견딜 수 없었기 때문에 15세기까지 유럽인들은 연안항해밖에 할 수 없었다. 캐러벨은 1450년강 엔히크 항해왕자의 후원으로 어선을 개조해서 개발되었으며, 디오구 캉, 바르톨로메우 디아스, 가스파르・미겔 코르테레알 형제, 크리스토발 콜론 등 탐험가들의 항해에 사용되었다. 캐러벨은 이전의 주력 소형선이었던 발링즈에 비해 빠르고 조작이 쉬웠으며, 삼각돛 덕분에 역풍을 거슬러 항해할 수 있었다. 또한 덩치가 작고 용골이 얕은 덕에 강이나 해안에서 좌초할 위험도 적었다. 이렇듯 캐러벨은 경제성, 속력, 기동성, 조작성 측면에서 당대 최강의 범선이었다. 체급이 작은 탓에 화물적재량과 선원수가 제한된 것이 흠이었지만, 성공을 가로막을 정도의 장애물은 되지 않았다.
탐험가들이 캐러벨을 타고 개척한 항로를 통해 포르투갈과 에스파냐는 향료 무역을 할 수 있었다. 다만 적재량이 부족하여 무역에 부적합했기 때문에 덩치가 훨씬 큰 카라카가 개발되어 캐러벨을 대체했다.

## 설계
초기형 캐러벨은 돛대가 2-3대에 모두 삼각돛을 달았다. 후기형은 돛대가 4대까지 늘어났다. 15세기의 초기형 캐러벨(카라벨라 틸하다caravela tilhada)는 평균 저장이 12-18 미터에 톤수는 50-60 톤이었고, 배길이-선폭비는 3.5:1이었다. 동체가 좁은 타원형이라서 매우 빠르고 기동성이 좋았지만 적재량이 적었다. 카라카(에스파냐어로 나오)는 반대로 원형 동체를 가져서 적재량이 크고 속도가 비교적 느렸다. 1492년 크리스토발 콜론의 탐험항해에서 기함 역할을 한 산타마리아는 100톤급 나오였고, 핀타와 니나는 60-75톤 급의 캐러벨이었다.
15세기 말엽 포르투갈에서는 카라카처럼 선수루와 선미루를 갖췄으나 그 높이가 카라카처럼 극단적으로 높지는 않은 대형 캐러벨을 개발했다. 가장 앞돛대에는 사각돛을 달고 뒷돛대 세 대에는 삼각돛을 단 이 개량형 캐러벨을 카라벨라 레동다라고 했으며, 군용으로 사용했다.

## 같이 보기
- 카라카
- 횡범장
- 작은부레관해파리